# Boycho Velichkov
Boycho Petrov Velichkov (bulgare : Илия Дяков), né le 13 août 1958 à Sofia en Bulgarie, est un joueur de football international bulgare qui évoluait au poste d'attaquant.

## Biographie

### Carrière en club
Boycho Velichkov joue en faveur du Lokomotiv Sofia pendant onze saisons, entre 1975 et 1986. Il joue ensuite une saisons en France, au Havre, avant de terminer sa carrière en Grèce, avec le club de Panserraikos.
Avec le Lokomotiv Sofia, il remporte le titre de champion de Bulgarie lors de la saison 1977-1978, et gagne également une Coupe de Bulgarie en 1982.
Il dispute 22 matchs en Division 1 française avec Le Havre, inscrivant un but, et joue 18 matchs en première division grecque, inscrivant deux buts.
Participant régulièrement aux compétitions européennes avec le Lokomotiv Sofia, il dispute quatre matchs en Coupe d'Europe des clubs champions, onze matchs en Coupe de l'UEFA, et enfin quatre matchs en Coupe des coupes. En Coupe d'Europe des clubs champions, il inscrit un but contre le club danois de l'Odense BK en septembre 1978. En Coupe de l'UEFA, il inscrit quatre buts, notamment un doublé contre l'APOEL Nicosie le 2 octobre 1985. Il est quart de finaliste de la Coupe de l'UEFA en 1980, en étant battu par le club allemand du VfB Stuttgart.

### Carrière en sélection
Boycho Velichkov reçoit 27 sélections en équipe de Bulgarie entre 1979 et 1986, inscrivant quatre buts.
Il joue son premier match en équipe nationale le 16 janvier 1979, en amical contre Chypre (victoire 0-1 à Larnaca).
Il inscrit son premier but le 14 octobre 1982, lors d'un match amical contre Malte, avec à la clé une large victoire 7-2 à Sofia. Il inscrit son deuxième but le 27 octobre 1982, contre la Norvège (match nul 2-2 à Sofia). Ce match rentre dans le cadre des éliminatoires de l'Euro 1984.
Il marque son troisième but contre le Luxembourg le 5 décembre 1984 (victoire 4-0 à Sofia). Ce match rentre dans le cadre des éliminatoires du mondial 1986. Son quatrième et dernier but a lieu contre le Danemark en amical, lors d'une victoire 3-0 à Sofia le 9 avril 1986.
Boycho Velichkov figure dans le groupe des sélectionnés lors de la Coupe du monde de 1986. Lors du mondial organisé au Mexique, il joue un match contre l'Argentine. C'est son dernier match en équipe nationale.

## Palmarès
Lokomotiv Sofia
- Championnat de Bulgarie (1) :
  - Champion : 1977-78.

- Coupe de Bulgarie (1) :
  - Vainqueur : 1981-82.
  - Finaliste : 1976-77.